# Aoshima-jinja
Pour les articles homonymes, voir Aoshima.
Aoshima-jinja (青島神社) est un sanctuaire shintô (神社, jinja) situé dans la ville de Miyazaki, préfecture de Miyazaki (Japon). Il est dédié aux kamis de la religion shintō Hoori, Otohime et Shiotsuchi-no-oji.